# Ernesto Perusquía
 José Ernesto Ezequiel Perusquía Layseca  fou un polític mexicà que va participar en el Congrés Constituent i va ser el primer governador constitucionalista de l'estat de Querétaro, entre 1917 i 1919.
Des de molt jove es va traslladar a la ciutat de Mèxic on va prestar els seus serveis en l'administració del Timbre de la República, ocupant els llocs més alts. Va participar en el Congrés Constituent i va ser el primer governador constitucionalista l'estat, entre 1917 i 1919. Salvador Argaín, el seu cosí el va succeir en el poder de 1919 a 1920. Ernesto Perusquía, nascut el 10 de març de 1877, era fill seu. Va morir a Tequisquiapan l'any de 1947 i està enterrat amb els Constituents.